# Ante Gotovina
Ante Gotovina, född 12 oktober 1955 i orten Tkon på ön Pašman nära Zadar i Kroatien, är en tidigare general som tjänstgjorde i kroatiska armén under det kroatiska självständighetskriget 1991-1995. 
2008-2012 stod Gotovina åtalad vid Internationella krigsförbrytartribunalen för det forna Jugoslavien (ICTY), anklagad för krigsförbrytelser i samband med Operation Storm, men frikändes den 16 november 2012 då rätten funnit honom oskyldig till alla åtalspunkterna.

## Militär yrkesbana
Gotovina lämnade Kroatien (då en delrepublik i Jugoslavien) redan som 17-åring. År 1973, strax innan sin 18-årsdag, gick han med i den Franska främlingslegionen där han gick under pseudonymen Ivan Grabovac. Gotovina tillbringade fem år i legionen och tjänstgjorde bland annat i Zaire och Tchad. Efter sin tid i Främlingslegionen arbetade Gotovina som livvakt i Frankrike och i slutet av 1980-talet flyttade han till Sydamerika där han tränade högerextrema paramilitära grupper i Argentina, Guatemala och Colombia. I Colombia träffade han sin andra fru Ximena.
År 1991 då kriget i Kroatien utbröt tog Gotovina värvning i det kroatiska nationalgardet, sedermera den kroatiska armén, och visade tidigt tecken på ledarskap, vilket berodde på hans stridserfarenheter från främlingslegionen. År 1994 hade hans insatser gett honom militärtiteln generallöjtnant.

## Krigsförbrytarprocessen

### Gripandet
År 2001 väckte ICTY åtal mot Gotovina och en internationell arresteringsorder utfärdades. Efter att ha fått tips från den kroatiska underrättelsetjänsten greps Gotovina av spansk polis den 8 december 2005 på Teneriffa, Kanarieöarna, Spanien där han hållit sig gömd. Flera utomstående bedömare trodde fram till dess att han troligen var kvar i Kroatien. I ett försök att sätta press på den kroatiska regeringen fördröjde EU länge processen för Kroatiens medlemskapsförhandlingar, eftersom landet ansågs skydda honom.

### Anklagelser
Gotovina anklagades tidigare för krigsförbrytelser av Internationella krigsförbrytartribunalen för det forna Jugoslavien. Några av åtalspunkterna var bland annat sanktioneringen av krigsbrott under offensiverna Operation Storm och Operation Mistral. 

### Frikännandet
År 2011 fann rätten honom skyldig och han dömdes till 24 års fängelse. Gotovina överklagade domen och den 16 november 2012 fann rätten honom oskyldig till samtliga åtalspunkter. Han försattes på fri fot och återvände till Kroatien.